# Michael Schjønberg
Michael Schjønberg Christensen (Esbjerg, Dinamarca, 19 de enero de 1967) es un exfutbolista danés, se desempeñaba como un jugador polivalente, primero como mediocampista ofensivo y luego como volante o extremo. Actualmente ejerce de entrenador, aunque está sin equipo.

## Clubes

### Jugador
| Club                 | País      | Año         | Partidos | Goles |
| Esbjerg fB           | Dinamarca | 1987 - 1990 | 89       | 14    |
| Hannover 96          | Alemania  | 1990 - 1994 | 123      | 12    |
| Odense BK            | Dinamarca | 1994 - 1996 | 64       | 14    |
| 1. FC Kaiserslautern | Alemania  | 1996 - 2001 | 117      | 13    |

### Entrenador
| Club            | País      | Año         |
| --------------- | --------- | ----------- |
| Herfølge BK     | Dinamarca | 2004 - 2005 |
| Hannover 96 II  | Alemania  | 2006 - 2007 |
| FC Vestsjælland | Dinamarca | 2009 - 2011 |

## Palmarés
Hannover 96
- Copa de Alemania: 1992

1. FC Kaiserslautern
- Bundesliga: 1997-98

- Datos: Q698661